# Wasilij Kolesow
Wasilij Iwanowicz Kolesow, ros. Василий Иванович Колесов (ur. 11 września?/24 września 1904 w guberni wołogodzkiej, zm. 2 sierpnia 1992 w Leningradzie) – rosyjski chirurg i kardiochirurg. Był innowatorem w kardiochirurgii w leczeniu operacyjnym choroby niedokrwiennej serca. W 1964 wykonał pierwsze zespolenie tętnicy piersiowej wewnętrznej z tętnicą wieńcową na bijącym sercu i wprowadził do chirurgii naczyń wieńcowych szwy mechaniczne.
Od 1964 operacje na naczyniach wieńcowych wykonuje się regularnie, a liczba zabiegów dynamicznie wzrosła. W ciągu ostatnich 40 lat operacja pomostowania naczyń wieńcowych stała się jedną z najbardziej skutecznych i najczęściej wykonywanych procedur chirurgicznych. Należy jednak pamiętać, że od 25 lutego 1964 do 9 maja 1967 oddział chirurgii kierowany przez Wasilija I. Kolesowa był jedynym miejscem na świecie, w którym wykonywano operacje wszczepiania tętnicy piersiowej wewnętrznej bezpośrednio do tętnic wieńcowych.

## Życiorys
Wasilij Kolesow urodził się 24 września 1904 w małej wiosce w rodzinie chłopskiej w Rosji. Jego rodzice, Maria K. i Iwan N. Kolesow, byli zamożnymi rolnikami. Miał 3 braci i 2 siostry. Kolesow opuścił dom, by studiować medycynę w Leningradzie. Miasto Petersburg, w którym studiował i pracował Kolesow, kilkakrotnie zmieniało nazwę (Petersburg, 1703-1914; Piotrogród, 1914-1924; Leningrad, 1924-1992) i jest tutaj określane nazwą, którą nosiło w omawianym okresie. Po ukończeniu Leningradzkiego Instytutu Medycznego w 1931, Kolesow został mianowany lekarzem w dużej fabryce w mieście Czusowoj w Kraju Permskim na Uralu. Tutaj Kolesow poznał swoją przyszłą żonę, Ettel I. Kerstein (1904-1994), która niedawno ukończyła medycynę w zakresie położnictwa i ginekologii. W tym czasie jego rodzice przeszli przymusową "kolektywizację", stracili gospodarstwo i zostali zmuszeni do przeprowadzki do Czusowoj, gdzie dzielili dom z młodą parą. 15 czerwca 1935 urodził się syn Kolesowa, Jewgienij.
W latach 1934–1938 Kolesow szkolił się w chirurgii ogólnej pod kierownictwem profesora Wasilija N. Parina (1877-1947), który zainteresował Kolesowa chirurgią doświadczalną. W tym czasie ukończył projekt eksperymentalny w ramach pracy "kandydackiej" zatytułowanej "O wgłobieniu śledziony do rany brzucha". W 1938 Kolesow obronił swoją pracę, przeprowadził się do Leningradu i został adiunktem w Instytucie Podyplomowych Studiów Medycznych. Tam Kolesow rozpoczął badania nad wykorzystaniem bakteriofagów w zakażonych ranach. Planował obronić pracę doktora nauk medycznych (odpowiednik rozprawy habilitacyjnej). Jednak II wojna światowa pokrzyżowała jego plany.
Po inwazji wojsk nazistowskich na Związek Radziecki w 1941, Kolesow w stopniu majora został mianowany naczelnym chirurgiem jednego ze szpitali miejskich. Szpital znajdował się w samym sercu miasta, w przestronnym budynku dawnej ambasady niemieckiej. Wasilij mieszkał w piwnicy szpitala. Do końca oblężenia miasta przeprowadzał operacje w niezwykle trudnych warunkach. W styczniu 1945 został powołany przez profesora Pietra A. Kuprijanowa (1893-1963) w skład personelu dla nowego wydziału chirurgii sercowo-naczyniowej w Wojskowej Akademii Medycznej. W ten sposób, nieoczekiwanie, Kolesow rozpoczął drogę do akademickiej chirurgii sercowo-naczyniowej. 
W 1946 Kolesow w końcu obronił pracę doktorską z nauk medycznych (której obrona została przełożona z powodu wojny) zatytułowaną "Kontrola bakteriologiczna i terapia bakteriofagowa w ropnych ranach". W 1949 został profesorem chirurgii. Kolesow pracował w Wojskowej Akademii Medycznej do 1950. Następnie przez 2 lata Kolesow pełnił podwójną funkcję naczelnego chirurga Centralnej Grupy Wojskowej (wojska radzieckie na Węgrzech i w Austrii) oraz przewodniczącego chirurgii wojskowej w Charkowie na Ukrainie. W 1953 opuścił służbę wojskową w stopniu pułkownika Korpusu Medycznego i został przewodniczącym Wydziału Chirurgii w Pierwszym Leningradzkim Instytucie Medycznym im. Pawłowa. Kolesow kierował tym wydziałem do 1976.

## Droga do tętniczego pomostowania aortalno-wieńcowego
Powojenne badanie mężczyzn, którzy przeszli ciężki głód i przewlekły stres podczas oblężenia Leningradu, wykazało, że ci, którzy doświadczyli oblężenia w wieku około dojrzewania, wykazywali wyższe ciśnienie krwi i umierali częściej z powodu choroby niedokrwiennej serca i udaru mózgu. W połowie lat 50. XX w. Kolesow dowiedział się o eksperymentalnych pracach Demichowa, który z powodzeniem wykonał u psów zespolenie tętnicy piersiowej wewnętrznej (ITA) z tętnicą wieńcową typu koniec-do-końca przy użyciu mechanicznego szwu naczyniowego. Początkowe prace Kolesowa były zniechęcające. Kilkuminutowa okluzja naczyń wieńcowych u psów spowodowała nieodwracalne migotanie komór. Zarówno szew wieńcowy, jak i techniki zszywania wymagały eksperymentalnego udoskonalenia. W międzyczasie Kolesow zaczął obustronnie podwiązywać ITA, próbując leczyć niewydolność wieńcową u swoich pacjentów i przeprowadził operację Vineberga. W 1963 dowiedział się o udanej pracy eksperymentalnej Pronina, który użył specjalnej kaniuli u psów, aby zapewnić ciągły przepływ krwi do tętnicy wieńcowej podczas tworzenia zespolenia i z powodzeniem wypróbował tę technikę u psów. Skonstruował narzędzie do zabezpieczenia ciągłej autoperfuzji wieńcowej i był w stanie stworzyć zespolenie między ITA a tętnicą wieńcową bez przerywania przepływu krwi wieńcowej. Osiem psów poddano obserwacji trwającej aż 19 miesięcy, a drożność zespolenia wykazano u wszystkich zwierząt. 25 lutego 1964 Kolesow przeprowadził pierwsze udane kliniczne tętnicze CABG łącząc lewą tętnicę piersiową wewnętrzną z lewą tętnicę wieńcową, stosując technikę mechanicznych szwów. Jednocześnie zauważył, że przewlekle niedokrwiony ludzki mięsień sercowy był znacznie bardziej odporny na niedokrwienie niż serca psów podczas operacji doświadczalnych. Rozpoczęła się era nowoczesnej chirurgii wieńcowej.
Kolesow i jego zszywacz (stapler) do zakładania szwu mechanicznego są pionierskim i jedynym przez wiele lat użyciem klinicznym staplera w chirurgii wieńcowej. Obecnie w erze robotyki powraca się do tej metody i ulepsza urządzenie do ich zakładania.
9 maja 1967 w Cleveland Clinic René Favaloro wykonał pierwsze CABG, w którym jako przeszczepu użyto żyły odpiszczelowej (SVG). Przez kilka lat gwałtowny rozwój i sukces CABG z wykorzystaniem SVG przez zespół Cleveland Clinic przyćmił początkowe prace Kolesowa nad przeszczepem ITA. Kolesow nadal wierzył w zalety całkowicie tętniczego CABG i badał możliwość wykorzystania tętnic jamy brzusznej jako pomostów omijających. Dopiero w połowie lat 80. po raz pierwszy doceniono przewagę przeszczepów tętniczych pod względem lepszej długoterminowej drożności. Kolesow sumiennie kontynuował swoją pracę, pozostając dobrym lekarzem i entuzjastycznym naukowcem.
W połowie lat 80. XX w. wykazano wyższy wskaźnik drożności przeszczepów ITA w porównaniu z przeszczepami SVG, wraz z lepszym wskaźnikiem przeżycia pacjentów, którzy otrzymali przeszczepy ITA w porównaniu z tymi, którzy otrzymali tylko przeszczepy SVG.
W 1988 Effler napisał: "Z perspektywy czasu niektórzy mogą powiedzieć, że zespół Kolesowa w Leningradzie działał przedwcześnie, ponieważ leczenie chirurgiczne poprzedziło dokładną diagnozę (koronarografię). Moim zdaniem tak nie jest. Kolesow zasługuje na uznanie wszystkich, którzy są zainteresowani chirurgicznym leczeniem choroby wieńcowej.".
Po przejściu na emeryturę w 1976 opublikował monografię poświęconą  CABG i nadal prowadził wykłady dla studentów.
Wasilij Kolesow zmarł w sierpniu 1992 w Petersburgu.